# Marasme petite roue
Marasmius rotula
Espèce
Le Marasme petite roue (Marasmius rotula) est un champignon agaricomycète, saprophyte, du genre Marasmius et de la famille des Marasmiaceae. Largement répandu dans l'hémisphère Nord, l'espèce type du genre Marasmius, Marasmius rotula a été décrite scientifiquement, pour la première fois, en 1772 par le mycologue Giovanni Antonio Scopoli et a reçu son nom actuel, en 1838, par Elias Magnus Fries.

## Description
Marasmius rotula a une forme de parachute ou de roue avec ses rayons, d’où son nom de petite roue.

## Habitats
Sur les branches de feuillus morts.

## Comestibilité
Non comestible.

## Source de la traduction
- (en) Cet article est partiellement ou en totalité issu de l’article de Wikipédia en anglais intitulé « Marasmius rotula » (voir la liste des auteurs).